# WTA Tour Championships 2006 - Doppio
Il doppio del WTA Tour Championships 2006 è stato un torneo di tennis facente parte del WTA Tour 2006.
Lisa Raymond e Samantha Stosur erano le detentrici del titolo e hanno battuto in finale Cara Black e Rennae Stubbs con il punteggio di 3–6, 6–3, 6–3.

## Teste di serie
1. Lisa Raymond /  Samantha Stosur (campionesse)
2. Yan Zi /  Zheng Jie (semifinali)

1. Cara Black /  Rennae Stubbs (finale)
2. Květa Peschke /  Francesca Schiavone (semifinali)

## Tabellone

### Legenda
| - Q = Qualificato - WC = Wild card - LL = Lucky loser | - ALT = Alternate - SE = Special Exempt - PR = Protected Ranking | - w/o = Walkover - r = Ritirato - d = Squalificato |